# World Leagues Forum
Das World Leagues Forum (deutsch Welt-Liga-Forum), kurz WLF, ist ein Weltverband von Fußball-Profiligen, der am 25. Februar 2016 in Zürich gegründet wurde.

## Geschichte
Mit dem Ziel, die Interessen der Profiligen zu bündeln sowie im gegenseitigen Austausch von Erfahrungen und Strategien zur Entwicklung und Stärkung des Profifußballs in den jeweiligen Ländern beizutragen, trafen im April 2015 erstmals führende Vertreter von 22 nationalen Verbänden und des EPFL in London zusammen. Die Gruppe firmierte zunächst noch unter der Bezeichnung Global Leagues Forum. Im Dezember 2015 fand ein weiteres Treffen in Paris statt, um die Gründung eines eigenen Verbandes zu konkretisieren, mit dem weiteren Ziel, beim Weltfußballverband FIFA Mitspracherecht zu erwirken. Eine Lenkungsgruppe, bestehend aus Vertretern von 10 Profiligen, traf sich am 25. Februar 2016, einen Tag vor der FIFA-Präsidentenwahl, zur Gründungssitzung in Zürich. Gründungsmitglieder waren 24 Fußball-Profiligen aus vier Kontinenten und fünf Kontinentalverbänden: Europa (UEFA), Asien (AFC), Afrika (CAF) und Amerika (CONCACAF, CONMEBOL). Diese repräsentierten zum Zeitpunkt der Gründung zusammen insgesamt 1.100 Vereine und 20.000 Spieler.
Am 7. November 2019 wurden zwischen dem World Leagues Forum und der FIFA ein Kooperationsvertrag zur gemeinsamen Förderung des Profifussballs abgeschlossen, der das Vorantreiben von Standards, die Verbesserung der Strukturen sowie Schulungen und Unterstützungsmaßnahmen insbesondere für aufstrebende Fußballländer vorsieht. Das Vertragswerk wurde von FIFA-Präsident Gianni Infantino und dem Präsidenten des World Leagues Forums Christian Seifert persönlich in Zürich unterzeichnet.

## Leitung
Mit der Zustimmung der Mitglieder übernahm zunächst ein dreiköpfiges Führungsteam den Vorsitz des Verbands. Dieses besteht aus Enrique Bonilla (Liga MX, Mexiko), Christian Seifert (Deutsche Fußball Liga, Deutschland) und Frédéric Thiriez (Ligue de Football Professionnel, Frankreich), der zunächst auch die Leitung der Führungsriege übernahm.

## Mitglieder
| 20 aus Europa (Kontinentalverband: UEFA)              | Belgien (Ligue Professionnelle de Football)                     | Dänemark (Divisionsforeningen)                      | Deutschland (Deutsche Fußball Liga)                        | England (Premier League)                       |
|                                                       | Frankreich (Ligue de Football Professionnel)                    | Griechenland (Super League)                         | Israel (Israeli Professional Football Leagues)             | Italien (Serie A)                              |
|                                                       | Niederlande (Eredivisie)                                        | Polen (Ekstraklasa)                                 | Portugal (Liga Portuguesa de Futebol Profissional)         | Rumänien (Liga Profesionistă de Fotbal)        |
|                                                       | Russland (Premjer-Liga)                                         | Schottland (Scottish Professional Football League)  | Schweden (Föreningen Svensk Elitfotboll)                   | Schweiz (Swiss Football League)                |
|                                                       | Serbien (Super liga Srbije)                                     | Spanien (Liga Nacional de Fútbol Profesional)       | Türkei (Turkish Union of Clubs)                            | Ukraine (Premjer-Liha)                         |
| 7 aus Asien (AFC)                                     | Australien (Australian Professional Football Clubs Association) | Indien (Indian Super League)                        | Japan (J1 League)                                          | Katar (Qatar Stars League)                     |
|                                                       | Malaysia (Malaysia Super League)                                | Saudi-Arabien (Saudi Professional League)           | Vereinigte Arabische Emirate (UAE Pro League Committee)    |                                                |
| 6 aus Afrika (CAF)                                    | Algerien (Ligue de Football Professionnelle 1)                  | Kenia (Kenyan Premier League)                       | Marokko (Ligue Nationale de Football Professionnel)        | Nigeria (Nigeria Professional Football League) |
|                                                       | Simbabwe (Premier Soccer League)                                | Südafrika (Premier Soccer League)                   |                                                            |                                                |
| 6 aus Nord-, Mittelamerika und der Karibik (CONCACAF) | Costa Rica (UNAFUT)                                             | Dominikanische Republik (Liga Dominicana de Fútbol) | Honduras (Liga Nacional de Fútbol Profesional de Honduras) | Mexiko (Liga MX)                               |
|                                                       | Panama (Liga Panameña de Fútbol)                                | Vereinigte Staaten (Major League Soccer)            |                                                            |                                                |
| 3 aus Südamerika (CONMEBOL)                           | Argentinien (Superliga Argentina)                               | Ecuador (Serie A)                                   | Kolumbien (Categoría Primera A)                            |                                                |